# Larry Van Kriedt
Larry Van Kriedt (São Francisco, 4 de julho de 1954) é um multi-instrumentista e compositor australiano nascido nos Estados Unidos. Foi o baixista da primeira formação da banda AC/DC em 1973, junto com Angus Young, Malcolm Young, Colin Burgess e Dave Evans.